# Laure-Line Lafille
Laure-Line Lafille – australijska zapaśniczka walcząca w stylu wolnym. Złota medalistka mistrzostw Oceanii w 2016. Mistrzyni Oceanii plażowa w 2016 roku